# Hua Tuo

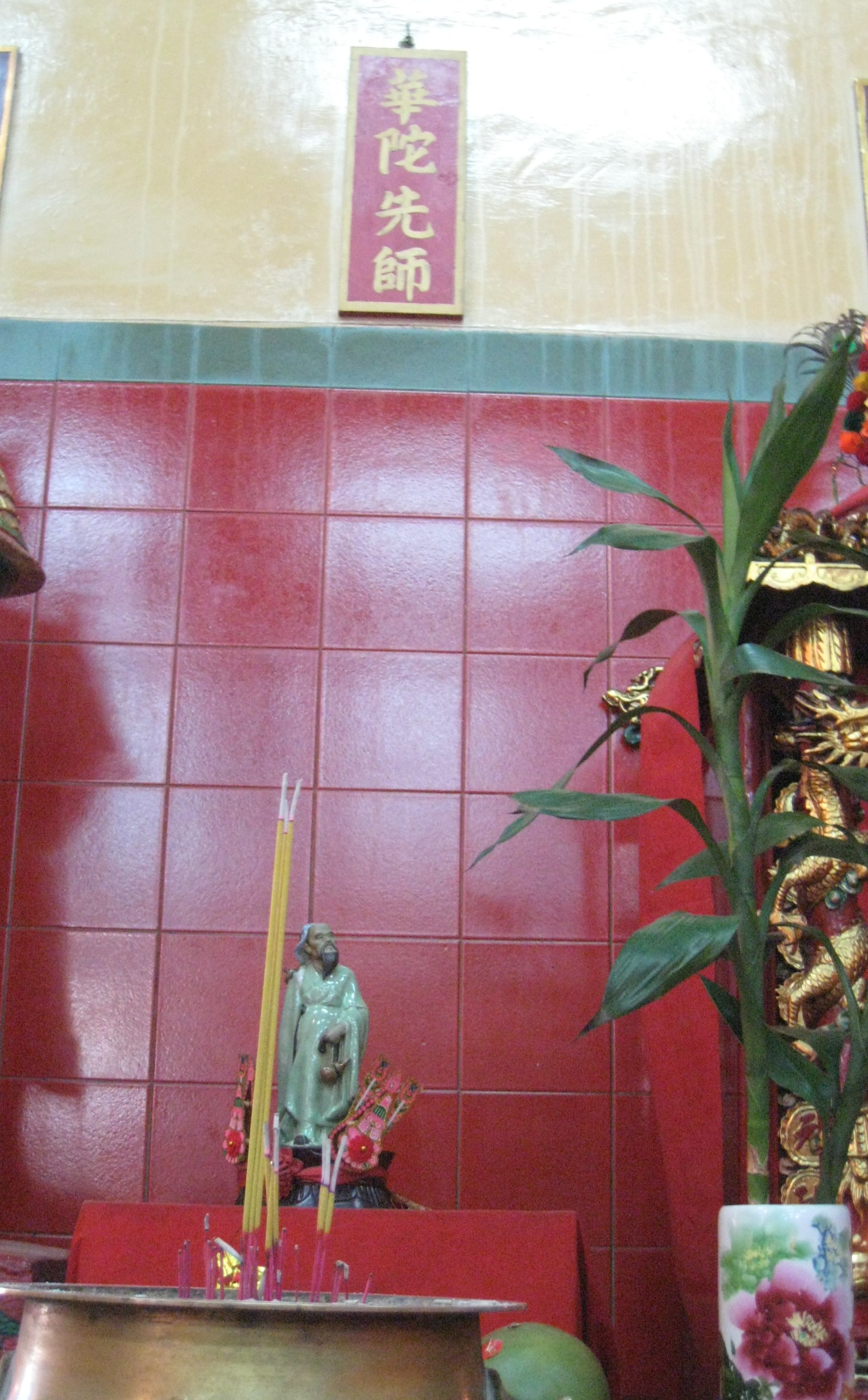
Hua Tuo in de Tianhoutempel van Stanley

Hua Tuo (Bozhou, 145 – 208) was een geneeskundige die leefde ten tijde van de Oostelijke Han-dynastie. Hij was zeer bekwaam in traditionele Chinese geneeskunde en heeft geholpen deze verder te ontwikkelen. Samen met Dong Feng en Zhang Zhongjing behoort hij tot de Drie geneeskundigen van de tijd van keizer Jian'an. 
In het Boek van de Late Han wordt vermeld dat hij ma-fei-san (een gekookt hennepproduct) in wijn gebruikte om zijn patiënten te verdoven tijdens chirurgische operaties aan de organen van de buik. Na de operatie werd een magische balsem aangebracht en de patiënt herstelde na verloop van tijd. Zijn leerling Wu Pu schreef in 200 een kruidenboek waarin hij strikt onderscheid maakt tussen de giftige hennepvruchten (ma-fe^n) en de niet-giftige zaden.
Hij was een van de dokters van generaal Cao Cao. Cao Cao kreeg hevige hoofdpijn. Hua Tuo ontdekte dat dit kwam door een hersentumor. Hij raadde de generaal aan om een hersenoperatie te ondergaan. De generaal werd woedend en dacht dat Hua hem dood wilde. Hua Tuo kreeg hierop de doodstraf. Cao Cao toonde later berouw, omdat na zijn dood niemand zijn zieke zoon Cao Chong kon genezen.

## Religie
In het taoïsme en het Chinese volksgeloof wordt hij aanbeden als de god van de geneeskunst. In vele Chinese tempels staat zijn beeld. Zijn verjaardag wordt op de 18e dag van de vierde maand van de Chinese kalender gevierd.